# Achet
Achet bezeichnete im ägyptischen Kalender die Jahreszeit der Überschwemmung, die in Elephantine meist Anfang Juni einsetzte, ehe die Nilflut um den 20. bis 22. Juni im Nildelta ankam. Auf Achet folgten die Perioden Peret und Schemu.

## Geschichte
In engem Zusammenhang mit dem Beginn der Achet-Jahreszeit stand ursprünglich die Göttin Sopdet, verkörpert durch den Stern Sothis. Von der prädynastischen Zeit bis zum Ende des Mittleren Reiches repräsentierte Achet die Monate Techi, Menchet, Hut-heru und Ka-her-ka und umfasste die Zeitspanne von Anfang Juni bis Anfang Oktober; mit Beginn des Neuen Reiches etwa 31. August bis 28. Dezember.

### Datierungen
Aufgrund der Mondkalenderdaten im Jahr der Schlacht bei Megiddo ergeben sich folgende Datierungen für den ersten Monatstag (ab Sonnenaufgang) der Achet-Monate:
| Jahreszeitliche Lage der Achet-Monate (J = julianischer Kalender / G = gregorianischer Kalender) | Jahreszeitliche Lage der Achet-Monate (J = julianischer Kalender / G = gregorianischer Kalender) | Jahreszeitliche Lage der Achet-Monate (J = julianischer Kalender / G = gregorianischer Kalender) | Jahreszeitliche Lage der Achet-Monate (J = julianischer Kalender / G = gregorianischer Kalender) | Jahreszeitliche Lage der Achet-Monate (J = julianischer Kalender / G = gregorianischer Kalender) |
| Jahr                                                                                             | 1. Achet I                                                                                       | 1. Achet II                                                                                      | 1. Achet III                                                                                     | 1. Achet IV                                                                                      |
| ------------------------------------------------------------------------------------------------ | ------------------------------------------------------------------------------------------------ | ------------------------------------------------------------------------------------------------ | ------------------------------------------------------------------------------------------------ | ------------------------------------------------------------------------------------------------ |
| 2997 v. Chr.                                                                                     | 11. September (J) 18. August (G)                                                                 | 11. Oktober (J) 17. September (G)                                                                | 10. November (J) 17. Oktober (G)                                                                 | 10. Dezember (J) 16. November (G)                                                                |
| 2877 v. Chr.                                                                                     | 12. August (J) 20. Juli (G)                                                                      | 11. September (J) 19. August (G)                                                                 | 11. Oktober (J) 18. September (G)                                                                | 10. November (J) 18. Oktober (G)                                                                 |
| 2777 v. Chr.                                                                                     | 18. Juli (J) 25. Juni (G)                                                                        | 17. August (J) 25. Juli (G)                                                                      | 16. September (J) 24. August (G)                                                                 | 16. Oktober (J) 23. September (G)                                                                |
| 2748 v. Chr.                                                                                     | 11. Juli (J) 18. Juni (G)                                                                        | 10. August (J) 18. Juli (G)                                                                      | 9. September (J) 17. August (G)                                                                  | 9. Oktober (J) 16. September (G)                                                                 |
| 2356 v. Chr.                                                                                     | 4. April (J) 15. März (G)                                                                        | 4. Mai (J) 14. April (G)                                                                         | 3. Juni (J) 14. Mai (G)                                                                          | 3. Juli (J) 13. Juni (G)                                                                         |
| 2120 v. Chr.                                                                                     | 4. Februar (J) 17. Januar (G)                                                                    | 6. März (J) 16. Februar (G)                                                                      | 5. April (J) 18. März (G)                                                                        | 5. Mai (J) 17. April (G)                                                                         |
| 1965 v. Chr.                                                                                     | 28. Dezember (J) 11. Dezember (G)                                                                | 27. Januar 1964 (J) 10. Januar 1964 (G)                                                          | 26. Februar 1964 (J) 9. Februar 1964 (G)                                                         | 28. März 1964 (J) 11. März 1964 (G)                                                              |
| 1873 v. Chr.                                                                                     | 5. Dezember (J) 19. November (G)                                                                 | 4. Januar 1872 (J) 19. Dezember (G)                                                              | 3. Februar 1872 (J) 18. Januar 1872 (G)                                                          | 5. März 1872 (J) 17. Februar 1872 (G)                                                            |
| 1781 v. Chr.                                                                                     | 11. November (J) 27. Oktober (G)                                                                 | 11. Dezember (J) 26. November (G)                                                                | 10. Januar 1780 (J) 26. Dezember (G)                                                             | 9. Februar 1780 (J) 25. Januar 1780 (G)                                                          |
| 1661 v. Chr.                                                                                     | 12. Oktober (J) 28. September (G)                                                                | 11. November (J) 28. Oktober (G)                                                                 | 11. Dezember (J) 27. November (G)                                                                | 10. Januar 1660 (J) 27. Dezember (G)                                                             |
| 1573 v. Chr.                                                                                     | 20. September (J) 6. September (G)                                                               | 20. Oktober (J) 6. Oktober (G)                                                                   | 19. November (J) 5. November (G)                                                                 | 19. Dezember (J) 5. Dezember (G)                                                                 |
| 1517 v. Chr.                                                                                     | 6. September (J) 23. August (G)                                                                  | 6. Oktober (J) 22. September (G)                                                                 | 5. November (J) 22. Oktober (G)                                                                  | 5. Dezember (J) 21. November (G)                                                                 |
| 1457 v. Chr.                                                                                     | 22. August (J) 9. August (G)                                                                     | 21. September (J) 8. September (G)                                                               | 21. Oktober (J) 8. Oktober (G)                                                                   | 20. November (J) 7. November (G)                                                                 |
| 1319 v. Chr.                                                                                     | 18. Juli (J) 6. Juli (G)                                                                         | 17. August (J) 5. August (G)                                                                     | 16. September (J) 4. September (G)                                                               | 16. Oktober (J) 4. Oktober (G)                                                                   |
| 1292 v. Chr.                                                                                     | 12. Juli (J) 1. Juli (G)                                                                         | 11. August (J) 31. Juli (G)                                                                      | 10. September (J) 30. August (G)                                                                 | 10. Oktober (J) 29. September (G)                                                                |
| 1157 v. Chr.                                                                                     | 8. Juni (J) 28. Mai (G)                                                                          | 8. Juli (J) 27. Juni (G)                                                                         | 7. August (J) 27. Juli (G)                                                                       | 6. September (J) 26. August (G)                                                                  |
| 1061 v. Chr.                                                                                     | 15. Mai (J) 5. Mai (G)                                                                           | 14. Juni (J) 4. Juni (G)                                                                         | 14. Juli (J) 4. Juli (G)                                                                         | 13. August (J) 3. August (G)                                                                     |
| 896 v. Chr.                                                                                      | 4. April (J) 27. März (G)                                                                        | 4. Mai (J) 26. April (G)                                                                         | 3. Juni (J) 26. Mai (G)                                                                          | 3. Juli (J) 25. Juni (G)                                                                         |
| 660 v. Chr.                                                                                      | 4. Februar (J) 28. Januar (G)                                                                    | 6. März (J) 27. Februar (G)                                                                      | 5. April (J) 29. März (G)                                                                        | 5. Mai (J) 28. April (G)                                                                         |
| 520 v. Chr.                                                                                      | 31. Dezember 521 (J) 25. Dezember 521 (G)                                                        | 30. Januar (J) 24. Januar (G)                                                                    | 1. März (J) 23. Februar (G)                                                                      | 31. März (J) 25. März (G)                                                                        |
| 361 v. Chr.                                                                                      | 21. November (J) 16. November (G)                                                                | 21. Dezember (J) 16. Dezember (G)                                                                | 20. Januar 360 (J) 15. Januar 360 (G)                                                            | 19. Februar 360 (J) 14. Februar 360 (G)                                                          |
| 241 v. Chr.                                                                                      | 22. Oktober (J) 18. Oktober (G)                                                                  | 21. November (J) 17. November (G)                                                                | 21. Dezember (J) 17. Dezember (G)                                                                | 20. Januar 240 (J) 16. Januar 240 (G)                                                            |
| 177 v. Chr.                                                                                      | 6. Oktober (J) 3. Oktober (G)                                                                    | 5. November (J) 2. November (G)                                                                  | 5. Dezember (J) 2. Dezember (G)                                                                  | 4. Januar 176 (J) 1. Januar 176 (G)                                                              |
| 81 v. Chr.                                                                                       | 12. September (J) 10. September (G)                                                              | 12. Oktober (J) 10. Oktober (G)                                                                  | 11. November (J) 9. November (G)                                                                 | 11. Dezember (J) 9. Dezember (G)                                                                 |
| 64 n. Chr.                                                                                       | 7. August (J) 5. August (G)                                                                      | 6. September (J) 4. September (G)                                                                | 6. Oktober (J) 4. Oktober (G)                                                                    | 5. November (J) 3. November (G)                                                                  |
| 140                                                                                              | 19. Juli (J) 18. Juli (G)                                                                        | 18. August (J) 17. August (G)                                                                    | 17. September (J) 16. September (G)                                                              | 17. Oktober (J) 16. Oktober (G)                                                                  |
| 1584                                                                                             | 23. Juli (J) 2. August (G)                                                                       | 22. August (J) 1. September (G)                                                                  | 21. September (J) 1. Oktober (G)                                                                 | 21. Oktober (J) 31. Oktober (G)                                                                  |
| 1700                                                                                             | 24. Juni (J) 5. Juli (G)                                                                         | 24. Juli (J) 4. August (G)                                                                       | 23. August (J) 3. September (G)                                                                  | 22. September (J) 3. Oktober (G)                                                                 |
| 1800                                                                                             | 30. Mai (J) 11. Juni (G)                                                                         | 29. Juni (J) 11. Juli (G)                                                                        | 29. Juli (J) 10. August (G)                                                                      | 28. August (J) 9. September (G)                                                                  |
| 1900                                                                                             | 5. Mai (J) 18. Mai (G)                                                                           | 4. Juni (J) 17. Juni (G)                                                                         | 4. Juli (J) 17. Juli (G)                                                                         | 3. August (J) 16. August (G)                                                                     |
| 1924                                                                                             | 29. April (J) 12. Mai (G)                                                                        | 29. Mai (J) 11. Juni (G)                                                                         | 28. Juni (J) 11. Juli (G)                                                                        | 28. Juli (J) 10. August (G)                                                                      |
| 2008                                                                                             | 8. April (J) 21. April (G)                                                                       | 8. Mai (J) 21. Mai (G)                                                                           | 7. Juni (J) 20. Juni (G)                                                                         | 7. Juli (J) 20. Juli (G)                                                                         |
| 2012                                                                                             | 7. April (J) 20. April (G)                                                                       | 7. Mai (J) 20. Mai (G)                                                                           | 6. Juni (J) 19. Juni (G)                                                                         | 6. Juli (J) 19. Juli (G)                                                                         |